# Stephanie Kelton

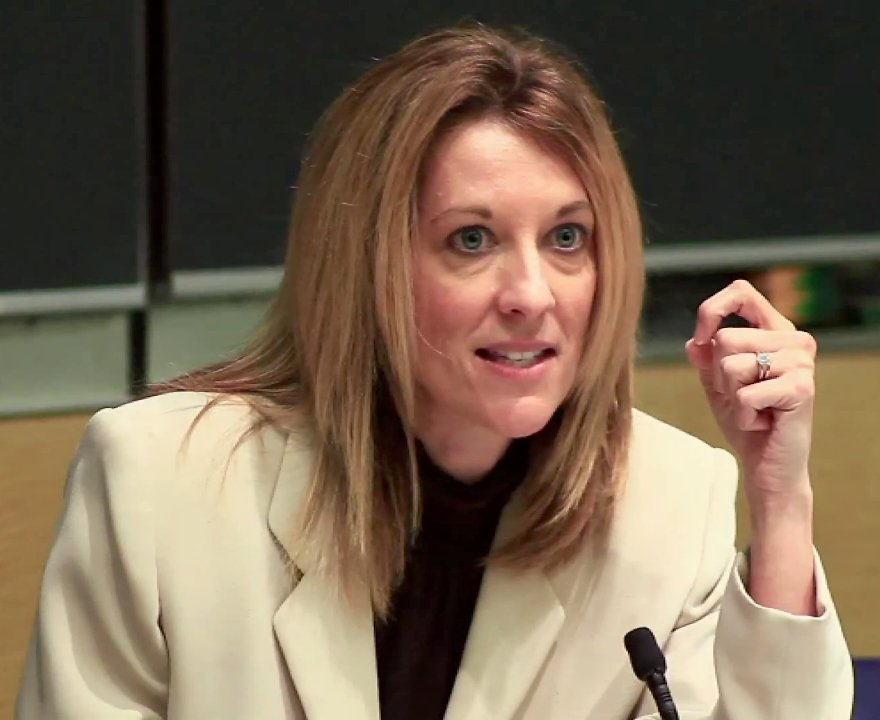
Stephanie Kelton bei einer Podiumsdiskussion (September 2012)

Stephanie A. Kelton (* 10. Oktober 1969 als Stephanie Bell) ist eine US-amerikanische Wirtschaftswissenschaftlerin. Sie gilt als einer der führenden Vertreter der Modern Monetary Theory (MMT).

## Leben
Kelton studierte Corporate Finance und Wirtschaftswissenschaft an der California State University, Sacramento, wo sie 1995 graduierte. Anschließend wechselte sie an die University of Cambridge und schloss dort 1997 ihr Master-Studium ab. 2001 beendete sie erfolgreich ihr Ph.D.-Studium an der New School.
Bereits Ende der 1990er Jahre forschte Kelton an der University of Missouri–Kansas City und erhielt dort nach Abschluss ihres Studiums Positionen als Assistant und Associate Professor. Später wurde sie zur ordentlichen Professorin berufen und übernahm dabei auch die Fakultätsleitung. 2017 folgte sie einem Ruf der Stony Brook University, an der im Jahr zuvor ihr Ehemann Paul Kelton den Robert-David-Lion-Gardiner-Lehrstuhl für amerikanische Geschichte übernommen hatte. Dort schloss sie sich dem Center for the Study of Inequality and Social Justice an.
Keltons Arbeitsschwerpunkte liegen in der Geldtheorie, Beschäftigungspolitik, sozialer Sicherheit, öffentlichen Finanzen, Fiskalpolitik und der Finanzbuchhaltung. Dabei setzt sie sich insbesondere mit länderübergreifenden Fragestellungen auseinander. Entsprechend gehören der Euro und die Europäische Wirtschafts- und Währungsunion zu ihren Forschungsobjekten. Schon in ihrer Dissertation 2001 ahnte sie die Eurokrise voraus. 
Kelton ist eine der führenden Vertreterinnen der Modern Monetary Theory, insbesondere ist sie Anhängerin der Idee der Jobgarantie. Während der Vorwahlen zur Präsidentschaftswahl in den Vereinigten Staaten 2016 gehörte sie zu den Beratern und Unterstützern der Kampagne von Bernie Sanders, zuvor war sie bereits dessen Chefökonomin im Senate Budget Committee. Während ihrer Zeit an der University of Missouri–Kansas City avancierte diese zu einem Zentrum der MMT-Denkphilosophie.
Kelton tritt häufiger in den Medien auf. So ist sie regelmäßig Gast in Hörfunk oder Fernsehen. Von ihr verfasste Zeitungsartikel erschienen unter anderem in der Los Angeles Times und in der New York Times. 2016 wurde sie, nicht zuletzt im Zuge der Präsidentschaftswahl, von der Zeitung Politico zu den 50 einflussreichsten Persönlichkeiten der politischen Debatte gezählt.

## Schriften
- Der Defizit-Mythos: Die Modern Monetary Theory und die Gestaltung einer besseren Wirtschaft. Lola Books, Berlin 2021, ISBN 978-3-944203-60-7.

## Filme
- Finding the Money. There’s another Side to the National Debt. Hand Hewn Production, USA 2024, 96 Minuten.

## Einzelnachweis
1. 1 2  Stephanie Kelton. The case for big spending. politico.com, abgerufen am 2. April 2019.

| Personendaten    | Personendaten                                                       |
| ---------------- | ------------------------------------------------------------------- |
| NAME             | Kelton, Stephanie                                                   |
| ALTERNATIVNAMEN  | Bell, Stephanie (Geburtsname)                                       |
| KURZBESCHREIBUNG | US-amerikanische Wirtschaftswissenschaftlerin und Hochschullehrerin |
| GEBURTSDATUM     | 10. Oktober 1969                                                    |